# Salterello (dispositivo)

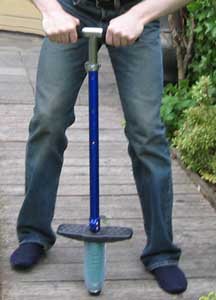
Persona che tiene un salterello.

Animazione che evidenzia il movimento del salterello.

Il salterello o palo salterello o bastone salterello o pogo salterello o pogo stick o pogo è un dispositivo utilizzato come giocattolo, attrezzo ginnico o sport estremo per saltare in posizione eretta grazie all'uso di una molla o di altra tecnologia ad alta prestazione.
Consiste in un bastone con una maniglia in alto per aggrapparsi, un poggiapiedi in basso e una molla posizionata lungo il bastone. Quando il bastone viene spinto contro il pavimento, se la molla è situata sotto il poggiapiedi, essa subisce una compressione mentre, se la molla è situata all'interno del bastone sopra il poggiapiedi, essa subisce un allungamento.
L'utente posiziona i piedi sul poggiapiedi tenendosi in equilibrio sul bastone, quindi salta in basso e in alto piegando e distendendo le ginocchia per rifornire la molla di altra energia. Con le ginocchia piegate l'utente spinge il bastone contro il pavimento: se la molla è sotto il poggiapiedi la stessa viene compressa e quando raggiunge il massimo della compressione inverte il moto e restituisce la sua energia proiettando l'utente verso l'alto mentre se la molla è all'interno del bastone sopra il poggiapiedi si ottiene l'allungamento della molla che raggiunta la massima estensione inverte il moto e restituisce l'energia proiettando anche qui l'utente verso l'alto. L'utente con i suoi movimenti contribuisce al movimento della molla rifornendola di quell'energia che essa per attrito tende a perdere. Grazie all'energia accumulata e restituita dalla molla e al reintegro di energia fornito dall'utente, si instaura verticalmente un movimento periodico alternato.
Inclinando il salterello rispetto alla verticale si può aggiungere al movimento verticale alternato periodico anche lo spostamento orizzontale del dispositivo.

## Inventori
Un trampolo a molla che utilizza molle di compressione su ogni piede venne brevettato nel 1891  da George H. Herrington di Wichita, Kansas, "per saltare grandi distanze e altezze". Si trattava dell'antesignano del salterello e degli spring tilt odierni.
Il salterello moderno è stato inventato dai tedeschi Max Pohlig e Ernst Gottschall che brevettarono ad Hannover nel marzo del 1920 un dispositivo ribattezzato "trampolo saltellante con molla terminale". Si ritiene che il nome pogo dato al dispositivo derivi dalle prime due lettere dei cognomi dei suoi due inventori.
Il progetto del salterello a due maniglie fu brevettato da George B. Hansburg  nel 1957. Secondo Hansburg, il nome deriverebbe da quello di una giovane ragazza birmana per la quale il padre aveva creato una versione grezza del dispositivo in modo da consentire alla figlia di potersi recare più agevolmente al tempio a pregare.